# Camille Decoppet
Pour les articles homonymes, voir Decoppet.
Camille Decoppet, né le 4 juin 1862 à Suscévaz et mort le 14 janvier 1925 à Berne, est une personnalité politique suisse, membre du Parti radical-démocratique.

## Biographie
Camille Decoppet fait ses études de droit à l'Université de Lausanne et passe son brevet d'avocat en 1888. Helvétien, ami de Louis Ruchonnet, il s'inscrit au barreau vaudois et exerce quelques années avant de passer à la magistrature. Substitut du procureur (1888), procureur général (1890-1996), il est élu juge suppléant au Tribunal fédéral (1896-1912). 
Camille Decoppet entame son parcours politique à Lausanne et est élu député au Grand Conseil en 1897. Deux ans plus tard, il le préside et siège au Conseil national (1899-1912). En 1900, il est élu au Conseil d'État et remplace Marc-Emile Ruchet à la tête du Département de l'instruction publique et des cultes. Il s'engage pour l'instruction primaire et secondaire et introduit les hautes études commerciales à l'université.
Président du parti radical-démocratique, il est élu au Conseil fédéral en 1912 (42e conseiller fédéral de l'histoire, prend le département de l'intérieur, puis celui de justice et police et enfin le département militaire pendant la guerre (1914-1919). Seul francophone et francophile au Conseil fédéral, chargé d'un département où les chefs militaires ne cachent pas leurs sympathies germanophiles, Camille Decoppet a fort à faire à garder les sympathies romandes. Dénoncée par Paul Maillefer, l'affaire des trains - envoi projeté de troupes en Suisse romande pour mâter la population scandalisée par l'absolution militaire donnée aux colonels qui ont transmis des informations secrètes aux états-majors allemands et austro-hongrois (1915-1916) - fragilise sa position au sein du Conseil fédéral. Il remplira ses fonctions pendant la durée de la guerre et démissionnera en 1919. Il prend alors la direction de l'Union postale universelle jusqu'en 1925.

## Sources
- « Camille Decoppet », sur la base de données des personnalités vaudoises sur la plateforme « Patrinum » de la Bibliothèque cantonale et universitaire de Lausanne.
- Roger-Charles Logoz, « Camille Decoppet » dans le Dictionnaire historique de la Suisse en ligne.
- Olivier Meuwly © Cercle démocratique
- Université de Lausanne, Discours d'installation inauguration du Palais de Rumine, Lausanne, 1909
- Jacques Gubler, "L'édifice de Rumine", in Études de lettres, 1967
- J.-P. Chuard, Le centenaire de Camille Decoppet, 1862-1962 In: Politische Rundschau. - Bienne. - 1962, p. 143-147
- Informations sur Camille Decoppet avec résultat de l'élection sur le site internet du Conseil fédéral suisse.